# Miss Sergipe 2015
Miss Sergipe 2015 foi a 57ª edição do tradicional concurso de beleza feminina do Estado que teve como intuito selecionar dentre várias candidatas municipais, a melhor, para que esta possa representar sua cultura e beleza no certame de Miss Brasil 2015. O evento é coordenado há anos pelo estilista Deivide Barbosa, porém esta foi a última edição do certame sob sua supervisão, que contou com 14 candidatas municipais em busca do título que pertencia à campo-britense Priscilla Pinheiro. O concurso foi novamente realizado no prestigiado Teatro Tobias Barreto e foi transmitido pelo portal A8 da TV Atalaia. O certame foi anulado, porém pretendia dar um apartamento para a vitoriosa, único estadual até então a anunciar um prêmio de exorbitante significância monetária.

## Resultados

### Colocações
Em nota, a Rede Bandeirantes de Televisão sob sua patente Enter Entertainment Experience decidiu anular o concurso realizado pelo coordenador Deivide Barbosa devido às questões problemáticas introduzidas pelo concurso estadual. Além de ter o coordenador descredenciado, Sergipe conheceu sua nova representante em seleção interna, realizado no Hotel Real Classic em 23 de Junho, foi ela a umbaubense Pryscilla Felisberto.

O concurso foi envolto por polêmicas após sua realização, ao coroar a candidata de Itabaiana, Isabelle Mitidieri e não a candidata de São Cristóvão, Camila Dias Mol, que foi franca favorita e que acumulou mais pontos dos jurados. Segundo o coordenador estadual, houve divergências na apuração dos votos e por meio de sua rede social ele anunciou oficialmente a vitória de Camila. Isabelle teria ficado em 3º. Lugar e Katiúcia como vice-campeã. O erro não foi bem quisto e logo após isso o concurso foi anulado pela Band.

| Posição                 | Município e Candidata |
| Miss Sergipe            | - Itabaiana - Isabelle Mitidieri |
| 2º. Lugar               | - São Cristóvão - Camila Dias Mol |
| 3º. Lugar               | - Boquim - Katiúcia Menezes |
| 4º. Lugar               | - Riachão do Dantas - Dalila Góes |
| 5º. Lugar               | - Divina Pastora - Cintya Leite |
| (TOP 10) Semifinalistas | - Aracaju - Paulina Coluthy - Brejo Grande - Marília Dias - Laranjeiras - Liz Albuquerque - Ribeirópolis - Kelly Lima - Umbaúba - Pryscilla Felisberto |

### Prêmios Especiais
- Houve somente uma premiação especial este ano do concurso:

| Colocação          | Município e Candidata         |
| Miss Melhor Cabelo | - Brejo Grande - Marília Dias |

### Prêmio Extra-Oficial
- Não é um prêmio dado pelo concurso, mas dado a partir do concurso:[7]

| Colocação        | Município e Candidata         |
| Beleza Sergipana | - Brejo Grande - Marília Dias |

### Ordem dos Anúncios
| 1. Umbaúba 2. São Cristóvão 3. Riachão do Dantas 4. Itabaiana 5. Boquim 6. Brejo Grande 7. Ribeirópolis 8. Divina Pastora 9. Aracaju 10. Laranjeiras | 1. Itabaiana 2. São Cristóvão 3. Riachão do Dantas 4. Boquim 5. Divina Pastora |  |

## Candidatas
As aspirantes municipais ao título eleitas:
| - Aracaju - Paulina Coluthy - Arauá - Hyanka Vieira - Barra dos Coqueiros - Daniela Carvalho - Boquim - Katiúscia Menezes - Brejo Grande - Marília Dias - Divina Pastora - Cintya Leite - Itabaiana - Isabelle Mitidieri | - Japoatã - Marília Valentin - Laranjeiras - Liz Albuquerque - Pedrinhas - Claudiane Lima - Riachão do Dantas - Dalila Góes - Ribeirópolis - Kelly Lima - São Cristóvão - Camila Dias Mol - Umbaúba - Pryscilla Felisberto |

## Jurados
A lista refere-se aos jurados presentes na final:
| 1. Márcia Verçosa, empresária; 2. Aline Aragão, colunista social; 3. Marcela Araújo, dermatologista; 4. Markíbia Mazort, Miss Gay Sergipe; 5. Daniele Barbosa, artesã; | 1. Abel Wesley, estilista; 2. Viviane Lins, diretora do Emagrecentro; 3. João Araújo, estilista; 4. Priscilla Pinheiro, Miss Sergipe 2014; 5. Marcos Raffou, hairstylist. |

## Programação Musical
Durante as etapas do concurso, algumas músicas são tocadas de fundo:
- Abertura: Hoje de Ludmilla;
- Desfile de Maiô: Na Batida de Anitta;
- Desfile de Gala: A Thousand Years de Christina Perri.

## Histórico

### Trocas
- Aracaju - Isaura Souza desistiu do certame por motivos de natureza pessoal e estudantis, assume Paulina Coluthy.[8]
- Pedrinhas - Suelen Souza desistiu de sua participação no concurso estadual, assume seu lugar Claudiane Lima.[9]

### Outros Dados
- Katiúscia Menezes (Boquim) estuda Direito e foi formalmente apresentada como candidata de sua cidade na prefeitura local.[10]
- Isabelle Mitidieri (Itabaiana) é natural de Fortaleza, no Estado do Ceará e é modelo profissional tendo trabalhado na Itália, estuda Direito.
- A candidata Kelly Lima (Ribeirópolis) é estudante de Farmácia pela Universidade Federal de Sergipe e tem 1,73 m de altura.[11]
- Camila Dias Mol (São Cristóvão) é natural de Rio Claro, no Estado de São Paulo e já disputou o Estadual de lá versão Universo.
- Pryscilla Felisberto (Umbaúba) nasceu em Aracaju, estuda fonoaudiologia e tem 22 anos com 1,78 metros de altura.[12]
- Liz Albuquerque (Miss Laranjeiras), 1.80, estudante de nutrição é modelo, participante de varios eventos importantes na capital e interior, já foi coroada em outros concursos.

## Homenagens
Em seu último ano como coordenador estadual, Deivide Barbosa tratou de homenagear as seguintes pessoas:
1. Denison Ventura, apresentador do evento;
2. Lisianny Bispo, Miss Sergipe 2013;
3. Priscilla Pinheiro, Miss Sergipe 2014;
4. Luiz Plínio, coordenador municipal;
5. Alison Silva, coordenador municipal;
6. Markíbia Mazort, Miss Gay Sergipe;
7. Angelina Barbosa, mãe do coordenador.

## Crossovers
Candidatas que possuem um histórico de participação em concursos:

### Municipal
Miss Rio Claro
- 2010: São Cristóvão - Camila Dias Mol (3º. Lugar)[14]
  - (Representando a loja de moda Lalique)

### Estadual
Miss São Paulo
- 2013: São Cristóvão - Camila Dias Mol (Top 15)[15]
  - (Representando o município de Cordeirópolis)

Miss Sergipe
- 2014: Arauá - Hyanka Vieira (Top 15)
  - (Representando o município de Arauá)

- 2014: São Cristóvão - Camila Dias Mol (1º. Lugar)
  - (Representando o município de São Cristóvão)

### Outros
Miss Regional
- 2013: São Cristóvão - Camila Dias Mol (Vencedora)[16]
  - (Representando o município de Cordeirópolis)

Rainha da Laranja
- 2013: Boquim - Katiúcia Menezes (Vencedora)[17]
  - (Representando o município de Boquim)